# Glycaspis pratensis
Glycaspis pratensis är en insektsart som beskrevs av Moore 1961. Glycaspis pratensis ingår i släktet Glycaspis och familjen rundbladloppor. Inga underarter finns listade i Catalogue of Life.